# 約書亞·馬利納
約書亞·馬利納（英語：Joshua Charles Malina，1966年1月17日—）是美國的一位電影和舞台演員。他出生在紐約市，畢業於耶魯大學。他出演過的主要電視劇則有NBC的The West Wing和ABC的醜聞。

## 外部連結
- 約書亞·馬利納在互联网电影资料库（IMDb）上的資料（英文）
- Photos from Wireimage